# Mellan träden
Mellan träden från 2008 är det första albumet med den svenska folkmusikduon Siri Karlsson. Duon består av Maria Arnqvist på altsaxofon och Cecilia Österholm på nyckelharpa. På albumet medverkar dessutom ett par gästmusiker.

## Låtlista
1. Nästa Bandhagen (Maria Arnqvist) – 4:26
2. Villemo (Cecilia Österholm) – 3:26
3. Järvsövalsen (Cecilia Österholm) – 5:19
4. Smålands (trad) – 4:33
5. Lokomo (Maria Arnqvist) – 2:44
6. Källaren (Maria Arnqvist) – 2:42
7. Enviksvalsen (Vilhelm Hedlund) – 4:06
8. Dyddans vals (Cecilia Österholm) – 2:55
9. Höstvals (Maria Arnqvist) – 2:59
10. Äppelbo (trad) – 4:15
11. Konstig (Emil Olsson) – 3:17

## Medverkande
- Maria Arnqvist – altsaxofon
- Cecilia Österholm – nyckelharpa
- Tuomo Haapala – bas (spår 4, 5)
- Eric Malmberg – hammondorgel (spår 1, 7)

## Mottagande
Skivan fick ett gott mottagande när den kom ut med ett snitt på 3,9/5 baserat på fyra recensioner.